# Ітін Вівіан Азарійович
Ітін Вівіан Азарійович (26 грудня 1893 року, Уфа — 22 жовтня 1938 року, Новосибірськ) — російський радянський письменник-фантаст, один з основоположників радянської фантастики, поет, драматург, публіцист, сценарист і організатор літературного життя; революціонер, юрист, учасник полярних експедицій. Автор першого радянського науково-фантастичного роману.

## Біографія
Батько Ітіна Азарій Олександрович походив з родини бідних ремісників-євреїв, у молодості прийняв православ'я; займався адвокатською практикою в Уфі. Мати — актриса уфимського любительського театру. Вівіан був третьої дитиною у сім'ї Ітіних.
Вівіан Ітін з ранньої юності сповідував радикальні погляди на існуюче суспільство, на відміну від батька, який був прибічником кадетів.
Був одним з кращих учнів Уфимського реального училища. В 1912 році вступив до Психоневрологічного інституту. Через рік перевівся на юридичний факультет Петербурзького університету, який не закінчив через свою участь у подіях Революції.
11 грудня 1917 року призначений у відділення державного права Наркомату юстиції РРФСР. У березні 1918 року разом з усім апаратом радянського уряду був евакуйований до Москви, пізніше переїхав до Уфи. Невдовзі тут розпочалося повстання Чехословацького корпусу, що ліквідувало в місті Радянську владу. Під час мобілізації, оголошеної Комучем, Ітіна було записано рядовим телеграфістом у російсько-чеський полк, де він прослужив три місяці. Пізніше його було прикомандировано перекладачем до американської місії Червоного хреста і американської Християнської асоціації молоді.
В умовах кадрового голоду більшовиками призначений виконувати обов'язки завідувача губернського юридичного відділу у Красноярську. За обов'язком служби Ітіну доводилось підписувати смертні вироки, головувати у реквізиційній комісії. У грудні 1920 року був прийнятий до лав РКП(б).
У 1921 році Ітіна перевели до повітового міста Канськ на пропагандистську роботу. Саме тут Ітін вирішує відійти від чиновницької кар'єри і зайнятися літературою. В червні 1922 року його було переведено до Сибірського крайового державного видавництва.
Навесні 1925 року був виключений з партії через донос, відновлений через півроку. У цьому ж році від дизентерії помирає син Ітіна.
В 1926 році на з'їзді сибірських письменників Ітіна було обрано секретарем письменницького правління. У 1928—1929 роках — секретар редакції журналу «Сибірські вогні», в 1933—1935 роках — редактор цього часопису. На новій посаді робив спроби суміщати кон'юнктурні вимоги і друк актуальних літературних новинок. У 1934 році Ітіна обрали головою правління Західносибірського об'єднання письменників, а також делегатом першого Всесоюзного з’їзду письменників. 19 серпня 1936 року разом з іншими письменниками узяв участь у мітингу проти «антирадянського терористичного центру» з вимогою розстрілу Г. Зинов'єва, Л. Каменєва та ін.
Проте слідування кон'юнктурі на врятувало Ітіна — органами НКВС була складена тенденційна довідка на письменника, у якій основний наголос робився на його соціальному походженні та фактичній участі в антибільшовицьких формуваннях у роки Громадянської війни. 11 листопада 1937 року Ітіна було виключено з ВКП(б). У квітні 1938 року було проведено обшук у помешканні Ітіна, потім його арешт. Йому закидали шпіонаж на користь Японії та участь у корреволюційній правотроцькістській організації. 17 жовтня 1938 року Ітіна було засуджено до вищої міри покарання, а 22 жовтня — розстріляно.

## Творчість
Згідно спогадів письменника, в 11-річному віці брав участь у випуску рукописного революційного журналу, що потім був конфіскований царською охранкою. Перший справді літературний досвід здобув, друкуючись у передреволюційні роки в петроградському журналі «Рудін».
У ті роки була написана повість «Відкриття Ріеля». У редакції 1922 року цей твір, що став романом, отримав назву «Країна Гонгурі». Прибравши неактуальних на той час персонажів, а також дещо видозмінивши сюжет, письменник створив оригінальний твір про незвичні сни засудженого до розстрілу революціонера, який мандрує інопланетними світами. Даний твір є раннім зразком комуністичної утопії. Роман був добре сприйнятий Максимом Горьким, проте критикувався у пресі; надалі Ітін полишив наукову фантастику.
До 1933 року друкував уривки задуманого роману про Громадянську війну, який так і не закінчив.
У 1920-х активно публікуватися в журналі «Сибірські вогні»: регулярно з'являлися його вірші, рецензії та нариси. Перша книга віршів вийшла в 1923 році. Поезія Ітіна значною мірою віддавала данину часу — часто висвітлювалася тема логіки революційного протистояння. Проте, незважаючи на свої погляди, схвально оцінював творчість Миколи Гумільова.
Інша тема творчості Вівіана Ітіна — освоєння Півночі. Саме цій тематиці були присвячені кілька книг документальної прози, що прославили ім'я поета з Новосибірська. Повість «Каан-Кереде» (1926; кіносценарій 1928) присвячена першим радянським авіаторам

## Реабілітація
Наприкінці 1955 року Лариса Ітіна, донька письменника, звернулася з листом до Президії ЦК КПРС щодо перегляду матеріалів справи батька. Військовим трибуналом Сибірського військового округу 11 вересня 1956 року Ітіна було реабілітовано за відсутністю складу злочину.